# 까치소리 동동동
《까치소리 동동동》 '흥국이와 상은이가 함께 부르는 노래'는 1990년 발매된 가수 이상은의 동요음반으로, 김흥국과 나눠서 불렀다. 이 앨범으로 당시 이어령 문화부장관 표창을 받았다.  

## 수록곡

### Side A
| #  | 제목              | 노래          | 재생 시간 |
| -- | ----------------- | ------------- | --------- |
| 1. | 〈고향의 봄〉     | 김흥국        |           |
| 2. | 〈어린 음악대〉   | 이상은        |           |
| 3. | 〈우산〉          | 김흥국        |           |
| 4. | 〈아빠〉          | 김흥국&이상은 |           |
| 5. | 〈초록바다〉      | 김흥국        |           |
| 6. | 〈노을지는 풍경〉 | 이상은        |           |
| 7. | 〈꼬부랑 할머니〉 | 김흥국        |           |

### Side B
| #  | 제목            | 노래   | 재생 시간 |
| -- | --------------- | ------ | --------- |
| 1. | 〈선생님 마음〉 | 이상은 |           |
| 2. | 〈기찻길 옆〉   | 김흥국 |           |
| 3. | 〈따오기〉      | 이상은 |           |
| 4. | 〈과수원 길〉   | 김흥국 |           |
| 5. | 〈사랑의 집〉   | 이상은 |           |
| 6. | 〈기차를 타고〉 | 김흥국 |           |
| 7. | 〈어머님 은혜〉 | 이상은 |           |

### CREDITS
- Performed by 김흥국 / 이상은 1기 (1990)

- 김흥국 : 보컬
- 이상은 : 보컬
- 기타 : 김정선, 함춘호, 김광석
- 피아노 : 김명곤
- 베이스 : 이태윤, 이수용
- 드럼 : 이건태, 배수연
- 편곡 : 김명곤, 박경철

## 관련 자료
- 사랑의 집 : 이수인 작사/작곡, 이상은 노래